# Mathias Schurer
Pour les articles homonymes, voir Schurer.
Mathias Schurer (vers 1470, Sélestat - 1519, Sélestat) est un imprimeur alsacien.
Il est l'élève de Crato Hofman, et devient maître des arts de l'Université de Cracovie. Il apprend le métier d'imprimeur auprès de Martin Flach l'Ancien, son cousin, puis de Hans Knobloch, son oncle. Il est l'oncle de Lazare Schurer.
Installé à son compte à Strasbourg en 1508, il publia presque uniquement des textes humanistes, dont 70 éditions de quinze des ouvrages d'Érasme, son ami fidèle. Il est aussi le premier imprimeur strasbourgeois à publier des textes en grec ancien. En 1517, il publie la Polyanthea, un ouvrage de référence en forme de florilège.
Son excellente réputation d'imprimeur était due en grande partie au soin qu'il apportait à ses publications, presque toutes exemptes de fautes de typographie. Aimable, sans cesse préoccupé de rendre service aux humanistes, il s'était lié d'amitié avec Beatus Rhenanus et jouissait de l'estime de Jacques Wimpfeling qui l'appelait « son compatriote bien aimé, vénérable non seulement par sa science, mais aussi par son honnêteté et sa sincérité ». À sa mort, il laissait un ensemble de près de 240 éditions, dont quatre seulement sont en allemand.
Lazare devint l'associé de son oncle en 1518. À la mort de Mathias en 1519, il fait transporter les presses et le matériel typographique à Sélestat.